# Vladímir Vernadski
Vladímir Ivánovich Vernadski (en ruso, Влади́мир Ива́нович Верна́дский, San Petersburgo, Imperio ruso, 12 de marzo de 1863-Moscú, Unión Soviética, 6 de enero de 1945) fue un científico ruso, ucraniano y soviético que contribuyó a la fundación de varias disciplinas modernas, especialmente la geoquímica, y cuyas ideas sobre la noosfera fueron una contribución fundamental al cosmismo ruso. Fue uno de los fundadores y el primer presidente de la Academia de Ciencias de Ucrania (ahora Academia Nacional de Ciencias de Ucrania).

## Biografía

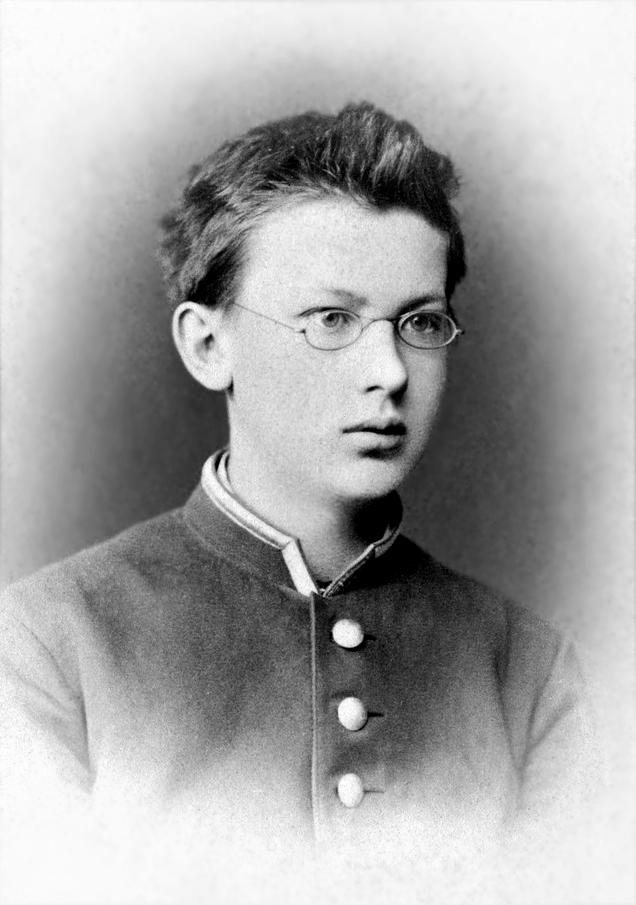
Vladímir Vernadski, estudiante del Liceo de San Petersburgo, 1878

En 1885 se graduó en física y matemática por la Universidad de San Petersburgo, y prolongó su formación durante los dos años siguientes en diversas universidades europeas. A partir de 1890 fue profesor de mineralogía y cristalografía en la Universidad de Moscú, donde se doctoró en 1897. Miembro de la Academia Rusa de Ciencias desde 1912, trabajó para esta institución hasta su muerte. A la vez fue fundador (1918) y primer presidente de la Academia Ucraniana de Ciencias. Por este y otros motivos es considerado tan compatriota por los ucranianos como por los rusos.
Fue discípulo de Vasili Dokucháyev (1840-1903), fundador de la edafología, quien le transmitió una comprensión integradora de la naturaleza. Eduard Suess, que también había sido influido por Dokucháyev, forjó la palabra «biosfera» sin llegar a definirla, siendo Vernadski quien la popularizó en el entorno científico. Es especialmente célebre por su libro La biosfera (1926), donde presenta a la vida como la fuerza geológica que da forma a la tierra. Fue fundador de varias nuevas disciplinas, como la geoquímica, la biogeoquímica y la radiogeología. Habiéndole dado al concepto de biosfera su contenido actual, es considerado como uno de los fundadores de la ecología y el padre de la visión moderna del sistema Tierra.
Fue uno de los primeros científicos en reconocer la radioactividad como fuente de energía térmica geológica.
Concebía la Tierra como la superposición de cinco realidades integradas: la litosfera —entendida como esfera sólida de la Tierra—, la atmósfera, la biosfera, la tecnosfera —el resultado de la alteración producida por el hombre— y la noosfera —la esfera del pensamiento—. A la vez veía la historia del planeta como una evolución autónoma con tres etapas dominadas respectivamente por la evolución geológica, la evolución biológica y la evolución de la cultura. Observó la dependencia de la composición atmosférica con respecto a la actividad biológica, ofreciendo de la Tierra un concepto muy próximo al propuesto más tarde por James Lovelock con su hipótesis Gaia. Fue uno de los primeros científicos en reconocer el oxígeno, nitrógeno y dióxido de carbono de la atmósfera terrestre como resultado de procesos biológicos.
Dejó una nutrida estela de seguidores en la Unión Soviética, la cual constituyó una escuela separada. Su influencia en la ecología occidental se ha producido a través de algunos de sus discípulos, y de la traducción al inglés de dos de sus obras: Geoquímica (1924) y La biosfera (1926). Debe destacarse la influencia de sus nociones sobre Teilhard de Chardin y Lyndon LaRouche, cuyo uso del concepto de noosfera deriva directamente del de Vernadski.

## Actividades científicas
Vernadsky popularizó por primera vez el concepto de noosfera y profundizó en la idea de biosfera hasta darle el significado ampliamente reconocido por la comunidad científica actual. La palabra "biosfera" fue inventada por el geólogo austriaco Eduard Suess, a quien Vernadsky conoció en 1911.
En la teoría del desarrollo de la Tierra de Vernadsky, la noosfera es la tercera etapa en el desarrollo de la Tierra, después de la geosfera (materia inanimada) y la biosfera (vida biológica). Así como la aparición de la vida transformó fundamentalmente la geosfera, la aparición de la cognición humana transformará fundamentalmente la biosfera. En esta teoría, los principios tanto de la vida como de la cognición son características esenciales de la evolución de la Tierra, y deben haber estado implícitos en la Tierra todo el tiempo. Este análisis sistémico y geológico de los sistemas vivos complementa la teoría de la selección natural de Charles Darwin, [cita requerida] que examina cada especie individual, en lugar de su relación con un principio subsumidor.
Las declaraciones visionarias de Vernadsky no gozaron de gran aceptación en Occidente. Sin embargo, fue uno de los primeros científicos en reconocer que el oxígeno, el nitrógeno y el dióxido de carbono de la atmósfera terrestre son el resultado de procesos biológicos. Durante la década de 1920 publicó trabajos en los que sostenía que los organismos vivos podían remodelar los planetas con tanta seguridad como cualquier fuerza física. Vernadsky fue un importante pionero de las bases científicas de las ciencias medioambientales.
Vernadsky fue miembro de la Academias Rusa y Soviética de Ciencias desde 1912 y fue fundador y primer presidente de la Academia Ucraniana de Ciencias en Kiev, Ucrania (1918). Fue fundador de la Biblioteca Nacional del Estado Ucraniano y colaboró estrechamente con la Universidad Tavrida de Crimea. Durante la guerra civil rusa, fue anfitrión de las reuniones de los jóvenes intelectuales que más tarde fundarían el movimiento emigrado eurasianismo.
A finales de la década de 1930 y principios de la de 1940, Vernadsky desempeñó un papel de asesor en el proyecto de la bomba atómica soviética, siendo una de las voces más enérgicas a favor de la explotación de la energía nuclear, la prospección de las fuentes soviéticas de uranio y la investigación de la fisión nuclear en su Instituto Radium. Sin embargo, murió antes de que se llevara a cabo un proyecto completo.
Desde el punto de vista religioso, Vernadsky era ateo. Se interesó por el hinduismo y el Rig Veda.
El hijo de Vernadsky, George Vernadsky (1887-1973) emigró a Estados Unidos, donde publicó numerosos libros sobre historia rusa medieval y moderna.

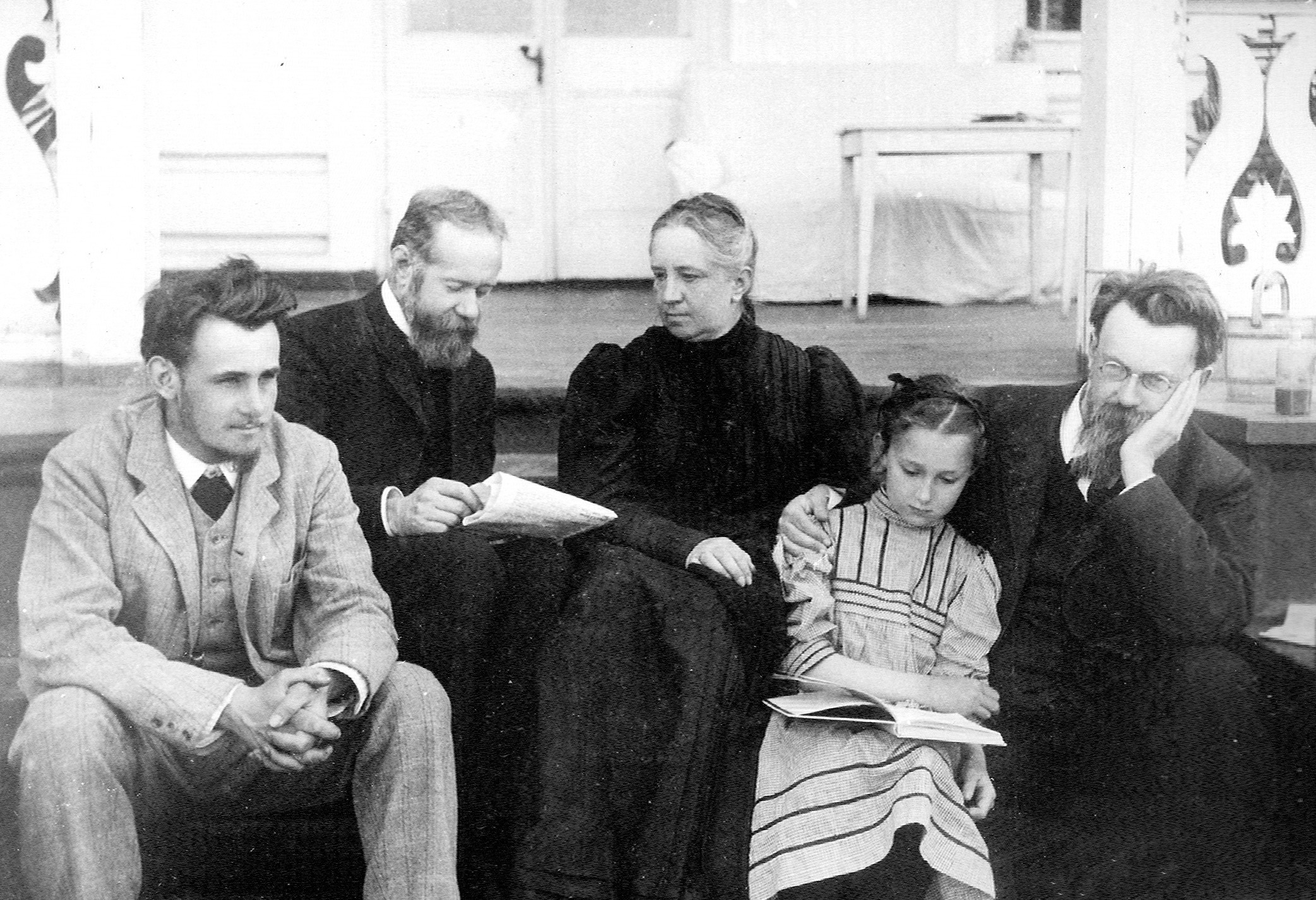
La familia Vernadsky en Poltava en 1908. Derecha-izquierda: Vladimir, su hija Nina, esposa Nataliia y su hermano Pavlo, hijo George.

La Biblioteca Nacional de Ucrania, la Universidad Nacional de Tavrida en Crimea y muchas calles y avenidas de Ucrania y Rusia llevan el nombre de Vladimir Vernadsky.
La UNESCO patrocinó una conferencia científica internacional, "Globalistics-2013", en la Universidad Estatal de Moscú del 23 al 25 de octubre de 2013, en honor del 150 aniversario del nacimiento de Vernadsky.

## Actividad política hasta 1917
En los años turbulentos del final de la era zarista, Vernadsky era a la vez un científico y estaba fuertemente involucrado en la política. Dirigió un laboratorio en la Universidad Estatal de Moscú, a pesar de los tumultos de la Revolución de 1905. En los años comprendidos entre 1904 y 1907 apenas publicó artículos científicos, sino que escribió comentarios políticos, artículos periodísticos y folletos . Estaba moralmente indignado por el gobierno del régimen zarista y el desarrollo de la sociedad rusa. Vernadsky y otros miembros de la intelectualidad responsabilizaron al gobierno zarista de que Rusia fuera una sociedad subdesarrollada. Estaba en el círculo más íntimo de los liberales que trabajaban por la independencia de las universidades, la educación pública, la reforma agraria y los tribunales civiles.
Vernadsky formó parte de un grupo de 20 liberales y radicales que fundaron la Asociación para la Liberación en julio de 1903. El objetivo era el desmantelamiento pacífico del régimen zarista. Su apartamento fue utilizado durante varios años para reuniones por trabajo ilegal. Fue uno de los fundadores del Partido Demócrata Constitucional (el Partido Cadete) y fue miembro del comité central del partido de 1905 a 1918. También fue el organizador de una asociación de académicos, que en los años previos a 1918 Organizó a más de la mitad de los empleados de la universidad. Se convirtió en miembro de la Duma Estatal ( cámara baja ) justo antes de la Revolución de febrero de 1917.
Tras el estallido de la Primera Guerra Mundial en 1914, presentó una propuesta para la creación de una comisión para el estudio de los recursos naturales (KEPS), que fue adoptada por la Academia de Ciencias de Rusia en febrero de 1915. Publicó La guerra y el Desarrollo de la Ciencia, en el que destacó la importancia de la ciencia como contribución a la guerra: "Después de la guerra de 1914-1915, tendremos que dar a conocer y utilizar nuestras fuerzas productivas naturales en nuestro país, lo que significa principalmente llevar a cabo investigaciones científicas sobre la naturaleza de Rusia para el establecimiento de una red de laboratorios de investigación, museos e instituciones [...] Esto no es menos necesario que la necesidad de mejorar nuestra vida civil y política, que es tan necesaria muy percibido por todo el país."
Después de la Revolución de Febrero, sirvió en varias comisiones de agricultura y educación en el gobierno provisional, incluso como ministro adjunto de Educación.
Durante la guerra civil rusa (1917-1922), reunió a jóvenes intelectuales que más tarde fundaron el eurasianismo, un movimiento que enfatizaba a Rusia como parte de Asia. Fundó el Laboratorio Biogeoquímico de la Academia de Ciencias de San Petersburgo en 1927 y fue su director.

## Obra
- Geochemistry (1924)
- The Biosphere (1926).
- Essays on Geochemistry & the Biosphere (recopilación de sus ensayos, publicada en 2006)

## Eponimia
- El cráter lunar Vernadskiy lleva este nombre en su memoria.[24]
- El asteroide (2809) Vernadskij también conmemora su nombre.[25]